# Faucon sacre
Falco cherrug
Espèce
Répartition géographique
- Habitat permanent
- Nidification
- Passage
- Migration hivernale

Statut CITES
Statut de conservation UICN

 EN A2bcde+3cde+4bcde : En danger
Le Faucon sacre (Falco cherrug) est une grande espèce de rapaces dont l'aire de répartition s'étend de l'Asie centrale au nord de l'Inde, à l'Europe orientale et à l'Italie, à la Tunisie, à l'Arabie et jusqu'à l'Éthiopie.
C'est une des espèces traditionnellement les plus utilisées en fauconnerie en Europe de l'Est, en Asie centrale et dans les pays arabes.

## Étymologie
Son nom est sacre, et non sacré. Il vient de l'arabe « çaqr » (صقر) qui signifie « faucon », terme passé au français, dès le XIIIe siècle pour désigner les oiseaux de proie. Le nom scientifique de l'espèce, « cherrug » a été créé par John Edward Gray (1800-1875) à partir du mot hindi désignant la femelle du faucon sacre.

## Sous-espèces
D'après la classification de référence (version 3.3, 2013) du Congrès ornithologique international (ordre phylogénique), cet oiseau est représenté par quatre sous-espèces :
- Falco cherrug cherrug J.E. Gray, 1834 ;
- Falco cherrug coatsi Dementiev, 1945 ;
- Falco cherrug hendersoni Hume, 1871 ;
- Falco cherrug milvipes Jerdon, 1871.

### Reproduction

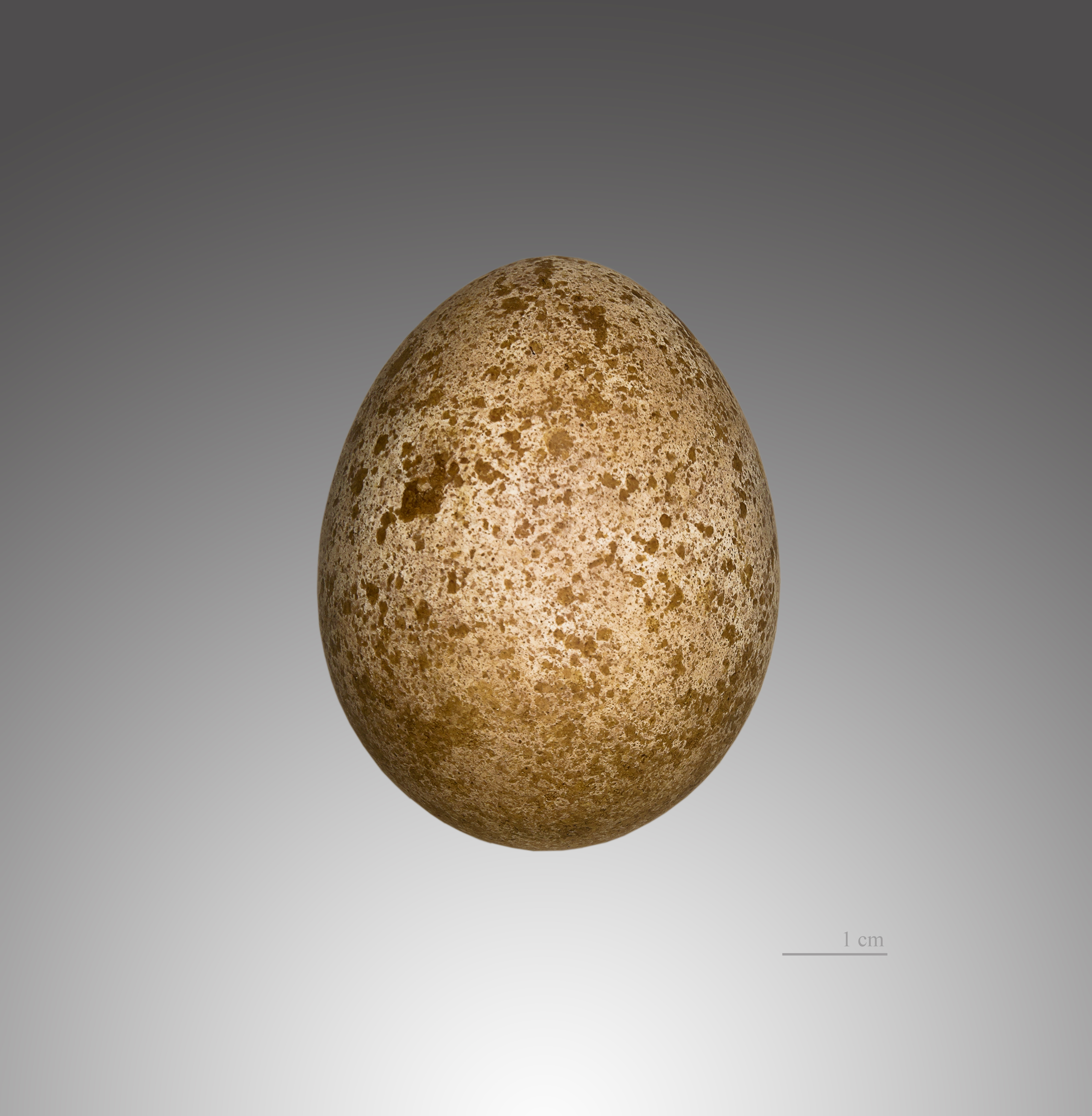
Œuf de Falco cherrug, Muséum de Toulouse.